# 1. Panzervernichtungsbrigade „Hitlerjugend“
Die 1. Panzervernichtungsbrigade „Hitlerjugend“ wurde gegen Ende des Zweiten Weltkriegs im Februar 1945 in Radebeul bei Dresden aufgestellt. Sie bestand aus zunächst 2400, später 4200 Jugendlichen im Alter von 14 bis 17 Jahren und erwachsenen Offizieren. Die Einheit wurde in den letzten Abwehrkämpfen im Großraum Berlin gegen die heranrückende Rote Armee und bei Gotha gegen die US Army eingesetzt.

## Zusammensetzung, Organisation
Die Mannschaftsdienstgrade setzten sich aus Schülern aus Adolf-Hitler-Schulen, Nationalsozialistischen Erziehungsanstalten, Teilnehmern von Lehrgängen der Wehrertüchtigungslager und HJ-Führern zusammen. Die Unterführer waren Unteroffiziere und Feldwebel des Heeres, die Offiziere kamen aus dem Heer und der Luftwaffe. Kommandeur war auf dem Papier der Reichsjugendführer Artur Axmann, der eigentliche Kommandeur war der Oberbannführer Otto Kern, dessen Rang dem eines SS-Oberführers entsprach. Die Brigade war der Wehrmacht unterstellt. Als Rangabzeichen dienten die des HJ-Führerkorps.

## Einsätze
Eine zunächst aus etwa 2400 Jugendlichen bestehende Einheit kam am 13. und 14. Februar 1945 in Dresden bei Bergungsarbeiten nach Luftangriffen auf Dresden zum Einsatz. Danach erfolgte die Versetzung nach Zossen, wo die Ausbildung stattfand.
Die später aus etwa 4200 Kämpfern bestehende Brigade wurde in der Linie Beeskow–Herzfelde beiderseits der Autobahn Berlin–Frankfurt (Oder) eingesetzt und sollte diese gegen das Durchbrechen sowjetischer Panzerverbände sichern. Vom 16. bis 20. April 1945 bekämpfte sie durchgebrochene sowjetische Panzer.
Danach wurde der Verband geteilt. Ungefähr 2000 Soldaten blieben bei der 9. Armee im Raum Beeskow, Storkow und Strausberg, 900 wurden nach Gotha zum Kampf gegen die US-Army verlegt, 1500 dem Berliner Stadtkommandanten unterstellt. Im Raum Berlin wurde am 23. April eine Sperrlinie beiderseits der Reichsstraße 167 bei Löwenberg zwischen Oranienburg und Gransee errichtet. In den letzten Kriegstagen kämpften Reste der Panzervernichtungsbrigade mit der 12. Armee.